# Actinoleberis
Actinoleberis is een geslacht van kreeftachtigen uit de klasse van de Ostracoda (mosselkreeftjes).

## Soort
- Actinoleberis arafurae Howe & Mckenzie, 1989